# Rheum pumilum
Rheum pumilum är en slideväxtart som beskrevs av Carl Maximowicz. Rheum pumilum ingår i släktet rabarbersläktet, och familjen slideväxter. Inga underarter finns listade i Catalogue of Life.